# One of My Turns
Singles de Pink Floyd
Have a Cigar 
/ Welcome to the Machine
(1975) Comfortably Numb / Hey You
(1980)
Pistes de The Wall
Young Lust Don't Leave Me Now
One of My Turns est une chanson du groupe de rock progressif britannique Pink Floyd. Elle apparaît sur l'album The Wall sorti en 1979.

## Composition
La chanson explore différents territoires musicaux et est coupée en trois parties distinctes : une introduction lente en do majeur sur un tempo à trois temps (3/4) dans laquelle un dialogue avec une groupie est entendue ; une partie vocale calme, qui continue sur cette lancée ; puis, une partie vocale forte : cette partie passe en si bémol majeur avec une mesure à quatre temps (4/4). Elle est considérée comme une des pièces les plus sombres de l'album.

## Analyse des paroles
Comme les autres chansons de The Wall, One of My Turns raconte une partie de l'histoire de Pink, le personnage principal de l'album. Pink invite une groupie dans sa chambre après avoir découvert l'amant de sa femme. Quand la groupie essaie d'avoir son attention, il est trop occupé à penser à sa femme pour l'entendre. Comme la groupie continue à essayer d'avoir son attention, Pink embarque dans une colère violente et détruit sa chambre, sous le regard terrifié de la groupie. Roger Waters, l'auteur de la chanson, a résumé ses propres expériences dans une interview pour Radio One : « One of My Turns sonne comme une chanson acide visqueuse ; en fait, ça m'est arrivé il y a des années, peut-être six ou sept ans. C'était un peu comme ce que j'ai vécu, mais je ne l'aurais jamais dit, parce que j'avais vraiment trop peur de tout. Je pense que dans le rock beaucoup de gens sont effrayés par beaucoup de choses. Mais être debout sur une scène avec quelques milliers de watts derrière toi, c'est un des endroits les plus sûrs au monde. C'est comme conduire une voiture très puissante. Tout ce qui a beaucoup de puissance te fait te sentir plus en sécurité, au moins temporairement. Je fais référence à tout ça dans Young Lust. Dans One of My Turns, tout est terriblement confus ».

## Version du film
Dans le film adapté de l'album, Pink Floyd The Wall, Pink fait entrer une groupie dans sa chambre d'hôtel. Après que celle-ci tente de le séduire, il entre dans une rage folle, détruit sa chambre, se coupe la main droite après avoir jeté sa télévision au travers de la fenêtre.

## Personnel
- David Gilmour - guitare électrique
- Nick Mason - batterie, percussions
- Roger Waters - chant, basse
- Richard Wright - piano
- Bob Ezrin - orgue, synthétiseur
- Lee Ritenour - guitare électrique
- Trudy Young - monologue au début